# Petrus Van Theemsche
Petrus „Piet“ Van Theemsche (* 15. August 1915 in Lokeren; † 28. Mai 1999 ebenda) war ein belgischer Radrennfahrer.
Schon als Junior und  Amateur konnte Petrus Van Theemsche, der „Lokerse Piet“ genannt, von 1931 zahlreiche Siege erringen; 1935 trat er zu den Profis über und gewann als solcher viele „Kirmesrennen“ in Belgien. 1938 wurde er in Francorchamps Belgischer Meister im Straßenrennen. Als solcher nahm er am Giro d’Italia 1939 teil und wurde 44. Der Ausbruch des Zweiten Weltkriegs beendete seine Radsport-Karriere.
Van Theemsche, der für seine umgängliche Art sehr geschätzt wurde, eröffnete in seinem Heimatort Lokeren das Café „Francorchamps“, das noch heute besteht. Später arbeitete er als Anstreicher. Seine Tochter heiratete den belgischen Steher-Weltmeister Theo Verschueren.